# Monasterio de San Miguel de Ribas
El monasterio de San Miguel de Ribas, situado en Rivas de Tereso, La Rioja (España), fue uno de los primeros monasterios benedictinos de la orilla norte del Ebro, colindante con Álava.
En la documentación del monasterio de Leyre aparece nombrado en varias ocasiones San Miguel de Ribas, ya que dependía de este monasterio.
Fue construido cerca de 1071.
Tuvo una docena de iglesias o pequeños establecimientos bajo su autoridad, aunque a su vez estuviesen subordinados al monasterio de Leyre.
En los siglos XIII y XIV, ya casi sin monjes, viene mencionado en escrituras, pero ya como iglesia propia o monasterio familiar dependiente de María Díaz de Haro, señora de Vizcaya.

## Controversia
Algunos autores al analizar la documentación de Leyre han sostenido erróneamente que San Miguel de Ribas se habría localizado en la Ribera Alta de Álava junto al pueblo llamado San Miguel (como Juan Antonio Llorente y Francisco Cantera Burgos). Ángel Casimiro de Govantes fue el primero en situarlo correctamente.